# 假裸头绦虫属
假裸头绦虫属（学名：Pseudanoplocephala）为膜壳科的一个属。

## 下属物种
本属包括以下物种：
- 克氏假裸头绦虫 Pseudanoplocephala crawfordi 异名：盛氏许壳绦虫 Hsuolepis shengi